# The Ellen DeGeneres Show
 (mars 2023).
- Si vous ne connaissez pas le sujet, laissez ce bandeau (vous pouvez alors contacter les auteurs).
- Si vous supprimez le contenu mis en cause (vous pouvez préalablement contacter les auteurs),

argumentez précisément cette suppression dans la page de discussion
(un manque de référence n'est pas un argument ; une recherche réelle de référence doit avoir été effectuée, être formellement documentée).
Pour les articles homonymes, voir Ellen.
The Ellen DeGeneres Show, souvent raccourci en Ellen, est un talk-show américain diffusé depuis le 8 septembre 2003 en syndication, animé par Ellen DeGeneres.
Pour ses cinq premières saisons, le show a été enregistré dans le studio 11 de NBC Studios à Burbank, en Californie. Il a ensuite déménagé au studio 1 de Warner Bros. Studios. Depuis le début de la sixième saison, l'émission est diffusée en haute définition. En 2013, le show avait remporté 36 Daytime Emmy Awards depuis 2004. Le show a accueilli les plus grandes stars. 
Au Canada, elle a été diffusée à partir de l'automne 2004 sur Citytv, à l'automne 2008 sur le système /A\, puis à l'automne 2011 sur le réseau CTV Television Network (afin de remplacer The Oprah Winfrey Show). Le dernier numéro de The Ellen DeGeneres Show a été diffusé le 26 mai 2022.
En France, l'émission était diffusée sur June TV puis sur ELLE Girl.

## Concept
Le programme conjugue comédie, célébrités, des invités interprétant une chanson, des sujets sociaux. L'émission comprend souvent des jeux avec la participation du public et des prix sont décernés. Au cours de ses Twelve Days of Giveaways (en français « douze jours de dons »), les membres du public reçoivent environ 2 200 $ en prix sur chacun des douze épisodes.
Le show étant devenu très populaire, le public est souvent trop nombreux pour assister aux enregistrements ; un espace, appelé le « Riff Raff Room », a été créé pour ceux qui ne peuvent accéder au studio. Cette partie du public apparait parfois brièvement à l'image mais assiste au tournage de l'émission sur des écrans.
Des inconnus sont parfois présentés par DeGeneres qui leur apporte ainsi leurs 15 minutes de célébrité ; des enfants particulièrement doués, des patrons de petites entreprises, des anonymes ayant fait un acte exceptionnel, etc. Dans la troisième saison de l'émission, Ellen DeGeneres a commencé à surprendre des fans en les mettant nez-à-nez avec leur célébrité préférée.

### Éléments récurrents
Plusieurs sons, gags, et slogans récurrents sont utilisés par DeGeneres en fonction du sujet de discussion ou du thème de chaque épisode. Par exemple, quand Ellen DeGeneres utilise l'expression « Aww Snap! », on entend le claquement d'un fouet. Dans son monologue, DeGeneres salue souvent les applaudissements de l'auditoire en disant : « La même chose pour vous ! ». D'autres segments montrent DeGeneres en train d'effrayer des gens, de jouer des tours, d'annoncer de fausses infos (faux journal télévisé), d'interagir avec les membres de l'équipe, etc.
D'autres segments récurrents sont ceux où DeGeneres commente des vidéos provenant d'internet, des photos de célébrités, des annonces de Craigslist, ou des messages laissés pour elle sur un répondeur téléphonique. Certains segments se concentrent sur des membres du public : certains font la démonstration de talents cachés, ceux qui ressemblent à DeGeneres sont filmés, elle interroge des enfants, etc.
DeGeneres fait participer l'audience à des jeux et décerne des prix au public. Parmi ces jeux on trouve des jeux de dessin comme le Pictionary, des questions-réponses sur des sujets d'actualité ou de culture générale, des charades, la recherche d'objets cachés à l'intérieur du studio, et divers autres.

### Danse

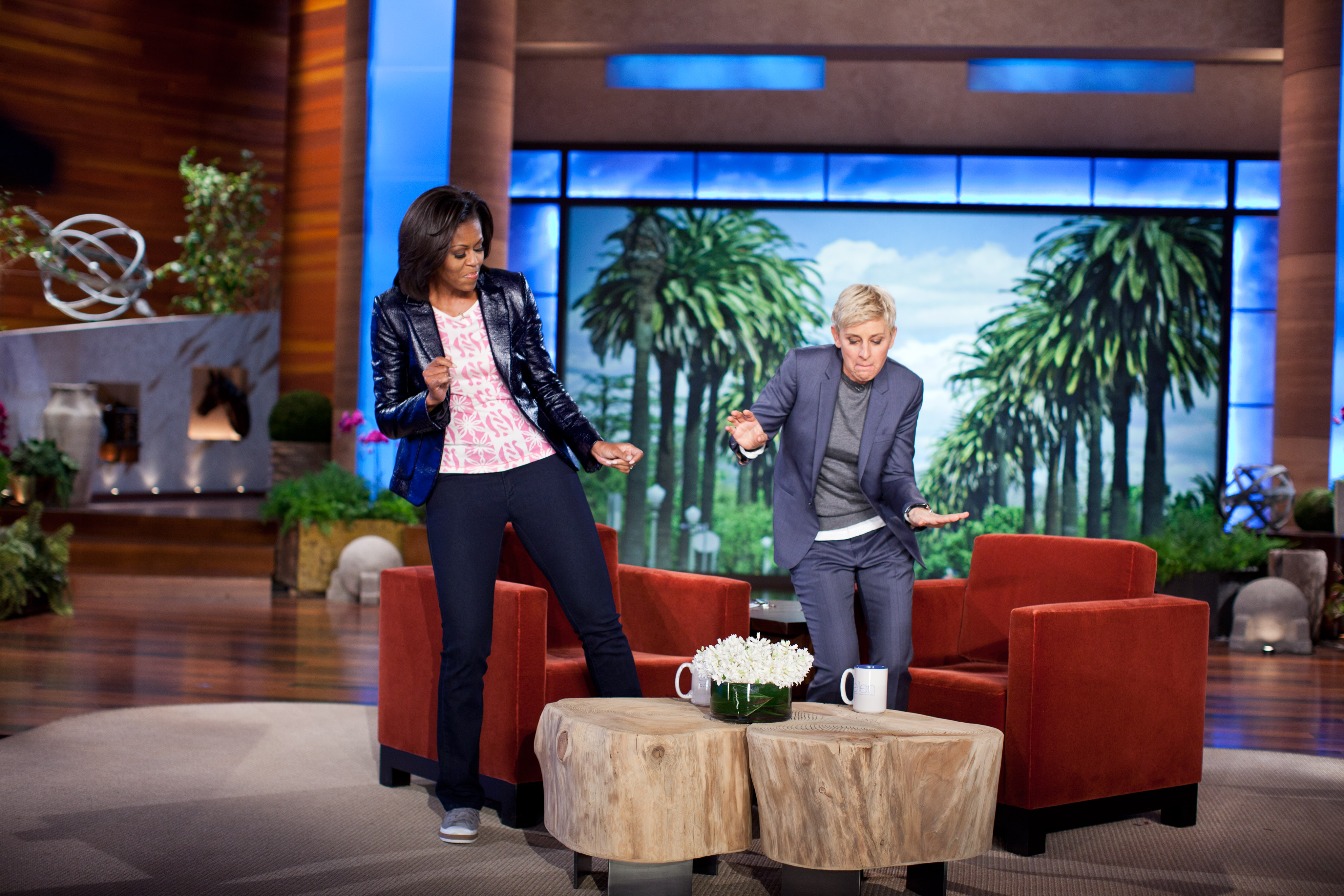
Durant l'émission, en février 2012, la Première dame Michelle Obama et Ellen DeGeneres dansent pour le second anniversaire de Let's Move!.

Depuis les débuts de l'émission, Ellen DeGeneres entame son monologue d'ouverture en faisant un pas de danse. Très populaire auprès des téléspectateurs, cette danse a depuis évolué vers une séquence où Ellen DeGeneres danse dans le public, empruntant parfois un manteau ou un sac à main du siège de quelqu'un. Elle a également présenté une chronique dans laquelle les gens lui apprennent de nouveaux pas de danse.
Un de ses plus célèbres mouvements de danse est la danse sur la table, où elle chevauche la table basse et danse d'un bout à l'autre. Même si elle ne le fait pas tous les jours, danser sur la table est un thème récurrent. En 2009, le jour du poisson d'avril, les techniciens du show ont secrètement installé un plateau plus large par-dessus sa table habituelle : au moment du tournage, lorsque Ellen DeGeneres a essayé de danser dessus, elle pouvait à peine l'enjamber et a dû se poser sur la pointe des pieds en utilisant la table pour se maintenir en équilibre. Dans la première édition de la septième saison, Ellen DeGeneres a effectué une séquence de danse avec la troupe de So You Think You Can Dance.
En septembre 2009, quatre grandes maisons de disques ont poursuivi les producteurs de l'émission pour cette séquence de danse, pour avoir prétendument utilisé plus de 1 000 chansons sans autorisation.

### Sophia Grace et Rosie
Sophia Grace Brownlee et sa cousine Rosie McClelland (alors 8 et 5 ans) ont d'abord été invitées à l'émission après qu'Ellen DeGeneres ait vu leur vidéo d'une reprise de Super Bass de Nicki Minaj, que les filles avaient postées sur YouTube le 19 septembre 2011. Depuis les fillettes sont devenues des personnages récurrents du show où elles avaient un segment intitulé « Tea Time with Sophia Grace and Rosie » pendant lequel elles interviewaient de nombreuses célébrités, segment qui leur a valu le prix Choice Webstar des Teen Choice Awards 2012. Elles ont également été correspondantes pendant les événements de tapis rouge comme les Grammy Awards, les American Music Awards, les Billboard Music Awards, et les MTV Video Music Awards.
En 2014, elles sont les personnages principaux du film Sophia Grace and Rosie's Royal Adventure.

### La mère d'Ellen DeGeneres
La mère DeGeneres, Betty, a régulièrement participé à l’émission et a souvent été filmée mais ses apparitions régulières se sont terminées au début de l'année 2006, quand elle a déménagé. Le siège sur lequel était assise Betty a depuis été désigné comme le « siège mama » et des privilèges spéciaux sont donnés aux membres du public assis sur ce siège.

## Réception
Le spectacle a rencontré un succès considérable et remporté plusieurs Daytime Emmy Awards. En raison de sa popularité, le programme est apparu dans plusieurs séries de télévision, notamment Joey, Six Feet Under et The Bernie Mac Show.

### Audience
En 2010, l'émission réunissait en moyenne 4 millions de téléspectateurs par épisode, selon les mesures d'audience en journée. L'émission, en nombre total de spectateurs, est habituellement seulement derrière Live! with Kelly and Michael, Dr Phil, The Dr. Oz Show, et The Maury Show.

### Récompenses
Le show a remporté un total de 38 Daytime Emmy Awards, dont quatre Daytime Emmy Award for Outstanding Talk Show (en) (2004, 2005, 2006, 2007) et trois Daytime Emmy Award for Outstanding Talk Show Entertainment (en) (2010, 2011 et 2013). DeGeneres a remporté le prix pour Daytime Emmy Award for Outstanding Talk Show Host (en) quatre fois (2005, 2006, 2007, 2008). Le show a également gagné des Emmys pour l'écriture et des catégories techniques.
En 2010 et 2012, le programme a été élu meilleur talk-show à la cérémonie des Genesis Awards (en). DeGeneres a remporté le Prix du public du meilleur hôte de télévision d'émission se déroulant la journée (Favorite Daytime TV Host) à 14 occasions.

## Production

### Lieu de tournage
Le programme a été enregistré au début au studio 11 de NBC Studios à Burbank, en Californie. En 2008, la production a déménagé au Studio 1 à Warner Bros Studios, également à Burbank.

### L'équipe de production
Les producteurs exécutifs sont DeGeneres, Mary Connelly, Ed Glavin, Andy Lassner et Jim Paratore. L'équipe de rédaction a inclus Karen Kilgariff (Head Writer), Karen Anderson, Margaret Smith et DeGeneres. Margaret Smith a quitté la série pour travailler sur ses propres projets, y compris son premier livre, What Was I Thinking? How Being a Stand Up Did Nothing to Prepare Me to Become a Single Mother (Crossroad Publishing, 2008). Amy Rhodes, un écrivain pour le programme, est régulièrement apparu à la caméra au cours de différentes séquences.

### Le DJ
Contrairement à la plupart des talk-shows, l'émission utilise un disc jockey pour produire la musique plutôt qu'un orchestre. À l'origine, le rôle a été occupé par le DJ de Los Angeles, DJ Scott K, qui n'a duré que quelques semaines. Il est remplacé plus tard par Tony Okungbowa, qui sera DJ durant la saison trois. En raison de sa carrière d'acteur en pleine croissance, Okungbowa a quitté la série, et quelques DJs invités ont été amenés à essayer le poste, comme Chris Guénard, alias « Revive ». Tony a été remplacé par l'acteur/DJ Jon Abrahams pour la première de la quatrième saison ; Abrahams restera sur le show pour une saison, puis laissera ce poste alors sa carrière d'acteur prend de l'ampleur. Ted Stryker de KROQ, qui est également coanimateur du programme radio Loveline avec le Dr Drew, a été le DJ pour la cinquième saison. Stryker est resté pendant une saison jusqu'au retour d'Okungbowa. Dans un récent épisode, DJ Pauly D de Jersey Shore était le DJ lorsque Okungbowa faisait la promotion de son CD.
Depuis la saison 11, plusieurs épisodes ont connu des DJ invités en remplacement d'Okungbowa, comme Stephen « tWitch » Boss ou Loni Love.

### Grève des auteurs de 2007
DeGeneres est membre de la Writers Guild of America (WGA) et a soutenu la grève des auteurs de 2007. Cependant, le 9 novembre 2007, DeGeneres enregistre plusieurs épisodes de son émission et déclare : « Il m'a été expliqué qu'aucun autre show de jour n'a été stoppé [par la grève]. J'ai 135 employés qui comptent sur moi pour leur salaire. Mais ça a été très difficile de revenir prendre ma place ici. »
Ellen DeGeneres a décidé de s'abstenir de faire son monologue dans son show (qui est généralement écrit par des écrivains de la WGA) pendant la durée de la grève. Le WGAE (section de l'est du pays) a publié une déclaration condamnant DeGeneres, déclarant qu'elle n'était « pas la bienvenue à New York ». Les représentants d'Ellen DeGeneres ont déclaré qu'elle n'avait pas violé l'accord de la WGA, arguant qu'elle était en concurrence avec d'autres programmes distribués en exclusivité comme Dr Phil et Live! with Kelly and Michael pendant la période concurrentielle de novembre, et que DeGeneres devait s'acquitter de ses devoirs d'animatrice et productrice ou perdre son créneau horaire, voire être tenu responsable d'une rupture de contrat. En outre, une déclaration défendant DeGeneres a ensuite été publiée par l'American Federation of Television and Radio Artists (AFTRA), soulignant que DeGeneres travaillait également sous la réglementation TV d'AFTRA, qui lui interdisait de faire grève. La WGAE a alors publié une réponse soulignant que DeGeneres est également membre de la Writers Guild, et que tout travail d'écriture réalisé sur son show pendant la grève représentait du travail de grévistes.

### Épisodes spéciaux
Plusieurs épisodes ont été diffusés avec un thème ou un format spécial, comme un Backwards Show (« show à l'envers »), des épisodes entiers conçus autour des productions de Broadway, un spécial Thanksgiving enregistrée dans le Ed Sullivan Theater à New York, et un épisode entier, qui comprenait Deltalina, filmé sur un avion de la Delta Air Lines.
D'autres thèmes récurrents sont centrés sur des sponsors qu'apprécie DeGeneres, ou suivent les remises de prix (comme les Oscars), et de nombreux épisodes marquants (par exemple, 1000e de DeGeneres, 1300e, 1500e, etc.).
L'épisode intitulé Sirdeaner Walker Interview a été nommé pour un prix GLAAD médias pour Outstanding Talk Show Episode au cours du 21e GLAAD Media Awards.
Le 24 janvier 2014, malade de la grippe, DeGeneres est remplacée (pour la première fois) par son invitée DJ, Ellie Kemper, qui animera l'émission.

### Diffusion internationale
| Pays             | Chaines                                                                    |
| ---------------- | -------------------------------------------------------------------------- |
| Allemagne        | Sat.1 Emotions                                                             |
| Australie        | Nine Network Arena (TV network) GEM (Australian TV channel) WIN Television |
| Brunei           | RTB3                                                                       |
| Canada           | Citytv, /A\, CTV                                                           |
| France           | June TV, ELLE Girl                                                         |
| Irlande          | TV3 (Ireland)                                                              |
| Norvège          | TV 2 Bliss TV2 (Norway)                                                    |
| Nouvelle-Zélande | TV One (New Zealand)                                                       |
| Pays-Bas         | RTL 5, RTL 8                                                               |
| Philippines      | 2nd Avenue (television channel)                                            |
| Portugal         | SIC Mulher                                                                 |
| Roumanie         | Euforia TV                                                                 |
| Royaume-Uni      | 5* Really (TV channel)                                                     |
| Suède            | TV3 (Sweden) Kanal 5 (Sweden)                                              |
| Turquie          | e2 (TV channel)                                                            |